# 아이반호
아이반호(Ivanhoe)는 1819년에 월터 스콧 경에 의해 쓰여진 소설이다. 12세기 잉글랜드를 배경으로, 역사 소설의 예가 된 소설이다. 이 소설은 낭만주의와 중세에 대해 늘어난 관심을 대변한다고 여겨진다. 존 헨리 뉴먼은 스콧이 중세시대의 인간의 마음을 최초로 헤집었다고 주장을 했다. 반면 토마스 칼라일과 존 러스킨은 부활에 대한 스콧의 압도적인 영향은 이 소설의 영향이라는 비슷한 주장을 펼쳤다.

## 개요
아이반호는 잉글랜드에서 노르만계의 귀족이 압도적일 때 남아 있던 앵글로 색슨 계열 귀족 가문의 이야기이다. 색슨계 주인공 아이반호의 일프레드는 자신이 지지하는 잉글랜드의 리처드 1세에게 충성을 바치는 것을 못마땅해하는 아버지를 둔 귀족이다. 이 이야기는 제3차 십자군 원정이 실패로 끝난 1194년에 시작되며, 이 때는 많은 십자군 기사들이 유럽에 남아있을 때였다. 오스트리아 공작에게 원정에서 돌아오는 길에 붙잡힌 리처드 왕은 여전히 붙잡힌 군사들의 손에 있다고 믿어지고 있었다. 처음에는 록슬리라는 이름으로 활약하던 로빈 후드도 이 이야기의 등장인물 중 한명으로 프라이어 턱이나 알란어데일, 리틀존 등과 마찬가지로 유쾌한 인물이다. 아이반호의 로빈후드에 스콧이 제시한 등장인물들은 이러한 특성을 가진 현대적 개념의 의적을 형성하도록 도움을 주었다.
또 다른 주요 등장인물들 아이반호의 완고한 색슨계 아버지이며, 색슨 왕 해롤드 가드윈슨의 자손인 세드릭이 있다. 여러 성전기사단과 교회성직자, 왕실 노예로 양돈을 하는 구스, 관찰력이 대부분의 행동으로 옮겨지는 어릿광대 왐바, 유대인 고리대금업자인 요크의 아이작은 돈과 그의 딸 레베카에게 열정을 가진 인물이다. 이 소설은 잉글랜드에서 유대인의 해방 항쟁이 거셀 때 쓰여져, 출간된 책으로 그들의 불의에 대한 빈번한 언급을 하고 있다.

## 등장인물
- 아이반호 – 기사이자 세드릭 더 색슨의 아들
- 레베카 – 유대인 치료사, 아이작 요크의 딸
- 로웨나 – 귀족 색슨 부인
- 존 왕자– 리처드 왕의 형제
- 흑기사 또는 페트록의 기사 – 사자왕 리처드, 익명일 때
- 록슬리 – 특히, 로빈 후드, 잉글랜드계 자유민
- 은둔자 또는 콥만허스트의 사제, 프라이어 턱
- 브리언 드 브와=길베르 – 템플 나이트
- 요크의 아이작 – 레베카의 아버지; 유대인 상인이자 돈을 빌려주는 사람
- 프라이어 아이머 – 조볼스의 프라이어